# Sergentomyia zilkei
Sergentomyia zilkei är en tvåvingeart som beskrevs av Seccombe 1993. Sergentomyia zilkei ingår i släktet Sergentomyia och familjen fjärilsmyggor. Inga underarter finns listade i Catalogue of Life.